# Festival Roskilde
Festival Roskilde je evropský hudební festival, který se koná každoročně v dánském Roskilde. Založili ho dva středoškoláci Mogens Sandfær a Jesper Switzer Møller, první ročník se konal v roce 1971. Roskilde je po Glastonbury druhý nejstarší hudební festival na světě, kromě roku 2021, kdy byl festival zrušen kvůli epidemii Covid-19, je pořádán každoročně od roku 1971. 
Při snaze dostat se co nejblíže k pódiu zemřelo v roce 2000 na koncertě Pearl Jam 8 lidí. Od té doby se na všech větších festivalech staví ploty chránící přední část fanoušků. V roce 2007 se představilo více než 180 kapel, festivalu se zúčastnilo 3 000 umělců, 5 000 novinářů a 21 000 dobrovolníků, v celkovém součtu tak návštěvnost čítala okolo 110 000 lidí.